# Montserrat Rico Góngora
Montserrat Rico Góngora (Barcelona, España; 7 de septiembre de 1964) es una escritora española de novela histórica, que se dedica al estudio de la lengua y la cultura hispánica. Igualmente, ha sido miembro del jurado en numerosos certámenes poéticos y literarios, como en el concurso “Federico García Lorca” en España. Ha colaborado en diversos medios de prensa y en programas de radio. Y ha realizado un gran papel como conferencista a lo largo de su vida.
Su primer artículo fue publicado en 1988 en la revista Bilibio. En 1991 participa como colaboradora en la publicación Alhora. Participa en 1996 en la revista española “Historia y vida”, la cual se enfoca en divulgación especializada en historia y arte, y en la revista “Andalucía en la Historia”. Posteriormente, hace grandes contribuciones en Meridiam -Instituto Andaluz de la Mujer-, Enigmas, Más Allá e Historia de Iberia Vieja, etc.
Además de colaborar en programas de radio como en Entre líneas o La Veu del Campanar, también ha participado como asesora en el documental “The Holy Grail” (2010), coproducido por la BBC de Londres y National Geographic.
Actualmente, participa activamente en tertulias y talleres literarios promovidos en bibliotecas públicas y centros privados para fomentar la lectura o la creación literaria.

## Escritura y estilo
En una entrevista que Montserrat Rico Góngora dio a la Organización Médica Colegial (OMC), luego de ganar el Premio Novela Albert Jovell de la Fundación de Protección Social, la escritora menciona que escribir es un acto de fe, un proceso arduo. <<(...) Cuando con ocho años estás segura de lo que quieres ser, supongo que la fórmula se invierte:  la literatura te ha elegido a ti, y eso significa renunciar a muchas cosas, al sueño de la estabilidad laboral, por ejemplo.>>
Las novelas de Montserrat Rico Góngora, son creadas a partir de acontecimientos que fueron reales, dando cobertura histórica  a sus novelas. Algunas de sus obras están ligadas a lo esotérico, al realismo mágico dependiendo del punto de vista sociológico o antropológico de la época descrita, como en su novela “La ciudad de los Demonios” donde combina los hechos históricos lamentables de la época, como el atentado en el Liceo, con su protagonista, el cual <<(...) el exorcista y poeta Jacinto Verdaguer, creyó obra de la intercesión del demonio>>. Con esto, la autora declara que <<(...) no hay ficción en esta historia, sólo un intento de novelar, con la materia maleable de la palabra, un pasado que nos pertenece y nos define>>.

## Premios
Premio de Novela Albert Jovell, 2016, por su libro “La Ciudad de los Demonios”, publicado por la editorial  Almuzara.
Finalista en el Premio Ateneo de Sevilla de Novela con "La ciudad de los demonios”.

## Novelas

### Cartas a Lucrecia(Plaza & Janés, 2000)
Novela histórica ambientada en 1778. A través de cartas, Florence, una joven veneciana que se marchó a Francia para concertar su matrimonio con el conde Cheverny, comparte con su prima la pena y nostalgia que le causan las envidias y desprecio de las damas del palacio.

### Bajo un cielo púrpura(Edaf, 2004)
Medina Antaqira. 1478. Omar Ben Yusuf (judío), David al Nagralla (musulmán) y de Rojas (cristiano) nacen a la misma hora, bajo nefastos augurios y un cielo  púrpura. El abuelo del musulmán, el sabio Ibrahim lo interpreta como claro vaticinio de que los tres serán perseguidos en nombre de algún dios y obligados a abandonar su patria. Bajo el riguroso acontecer histórico del siglo XV español, los tres narran cómo, a pesar de que sus progenitores colaboraron en materializar la expedición, su condición los obligó a dejar atrás la península. La novela relaciona los hechos como el renacimiento italiano, la expulsión de los judíos, el descubrimiento de América, la caída de Granada, entre otros, para contar en primera persona las perspectivas de sus personajes principales.

### La abadía profanada(Planeta, 2007)
A partir de hechos históricos acerca de la búsqueda del Grial en Barcelona por los nazis, Montserrat Rico Góngora, escribe sobre la visita de Heinrich Himmler a la abadía de Montserrat en Barcelona, acompañado del historiador alemán Walter Ebert. Mientras la élite nazi busca el Santo Grial, Ebert realiza un particular viaje donde se cruzará con Oriol Turmeda y Marina Barahona, quienes viven un amor furtivo en el trágico escenario de la Segunda Guerra Mundial.
En esta obra documentada, la autora revela detalles de la historia poco estudiados, como la teología de Hitler, su fantasía mesiánica basada en un Jesús ario que se manifestaba en él con la divina misión de eliminar a judíos y católicos y fundar una nueva era para cimentar un nuevo imperio.

### Pasajeros de la Niebla(Ediciones B, 2009)
Narra la llegada a la ciudad de Lisboa de Aleister Crowley, considerado como el hombre más perverso del mundo, practicante de magia negra y adorador del diablo. Su propósito es conocer a su secreto correligionario Fernando Pessoa, con quien mantiene correspondencia desde hace tiempo.
La primera parte de la obra está basada en hechos reales sucedidos en Sintra del siglo XIX. Conforme avanza la historia, la ficción describirá una posibilidad sobre desenlace del mago, el cual es anunciado por la prensa que: tras acudir a Sintra a jugar una enigmática partida de ajedrez, el ocultista desaparece en el acantilado de la Boca do Inferno dejando tras de sí una nota de suicidio.

### La Ciudad de los Demonios
Ambientada en la cambiante Barcelona a principios del siglo XX, la historia sigue a un comerciante de caballos, Ricardo Seixas quien llega a Barcelona intrigado por una carta del  doctor Apolinar Bohígas. Su camino se ve con contratiempos, cuando es acusado de asaltar la iglesia de Verdaguer. En su camino, Seixas se reencontrará con su pasado y una sorpresa inesperada.
Dentro de la obra se muestra el desarrollo de la Medicina, la ciencia y las enfermedades que asolan a la sociedad del siglo XIX a través de la perspectiva del doctor Apolinar Bohígas. Dicho esto, la autora busca resaltar <<(...) la solidaridad y la entrega hacia los demás>> que un médico tiene.

### Miguel Ángel, escultor de sueños
El libro narra la vida fascinante de Miguel Ángel Buonarroti. En este recorrido por su formación y trabajo en Roma y Florencia se descubre la verdadera personalidad del pintor y escultor. Acerca de este libro, el escritor Manuel Moya menciona << Pocas veces se ha visto un ejercicio de documentación tan ingente y tan bien pergeñado, y, en consecuencia, pocas veces tenemos a nuestra disposición un instrumento tan preciso para, ahora sí, zambullirnos en la obra irrepetible del genial Buonarrotti. Y con tanta pasión y con tan afinado pulso literario.>>

### La caída de Babilonia
Situada en Roma, la novela trata, desde el punto de vista de sus personajes principales Manrique de Sandoval y Gonzalo Maqueda, de Babilonia la grande, que en su punto de mayor apogeo es saqueada por españoles católicos y alemanes luteranos, al servicio del Emperador Carlos V. Entre más avanza la historia, los problemas de los personajes principales pasarán a segundo plano por un hecho que repercutió notablemente en la Historia Moderna: La caída de Babilonia.

## Colaboraciones
En 2010 fue asesora y colabora en uno de los documentales coproducidos por la BBC de Londres y National Geographic The Holy Grail, que da a conocer los sucesos protagonizados por los nazis en busca del Santo Grial.

## Publicaciones Académicas
- Grandes terremotos Crónicas de la destrucción tectónica en Andalucía.
- Alfonso X El rey Sabio: Sobre el monarca Alfonso X que nació en Toledo hace más de 800 años.
- Miguel Ángel, bajo el sino de los Médici.
- Marqués de Comillas. Los juicios de la Historia.
- El atentado a Napoleón: pánico en la noche.
- Carlos I: Señor de Europa.
- Los últimos días de Adolf Hitler.
- Las mujeres de Napoleón.
- Monarquía, Historia de España, Isabel II y Francisco de Asís: la extraña pareja.
- El regreso de Colón.